# 城户康裕
城戶康裕 (日语：城戸 康裕，1982年12月25日—) 是一位日本沉量级踢拳選手，出生於伊势原市，畢業於國士館大學，曾參加K-1比賽。他曾獲得2008年K-1世界MAX日本赛冠军。